# Distrikt Paccha (Jauja)
Der Distrikt Paccha liegt in der Provinz Jauja in der Region Junín in Zentral-Peru. Der Distrikt wurde am 15. Juni 1920 gegründet. Er besitzt eine Fläche von 89,2 km². Beim Zensus 2017 wurden 1523 Einwohner gezählt. Im Jahr 1993 lag die Einwohnerzahl bei 2603, im Jahr 2007 bei 2123. Sitz der Distriktverwaltung ist die 3741 m hoch gelegene Ortschaft Paccha mit 480 Einwohnern (Stand 2017). Paccha befindet sich knapp 9 km südlich der Provinzhauptstadt Jauja.

## Geografische Lage
Der Distrikt Paccha befindet sich im Andenhochland im zentralen Südwesten der Provinz Jauja. Im äußersten Nordosten reicht der Distrikt bis an das Südufer des nach Osten strömenden Río Mantaro.
Der Distrikt Paccha grenzt im Süden an den Distrikt Sincos, im Nordwesten an den Distrikt Llocllapampa, im zentralen Norden an den Distrikt Parco, im Nordosten an die Distrikte Yauyos, Huaripampa und Muquiyauyo sowie im äußersten Osten an den Distrikt Leonor Ordóñez.

## Ortschaften
Im Distrikt gibt es neben dem Hauptort folgende größere Ortschaften:
- Casa Blanca
- Masaj Cancha (209 Einwohner)